# Claude Lässer

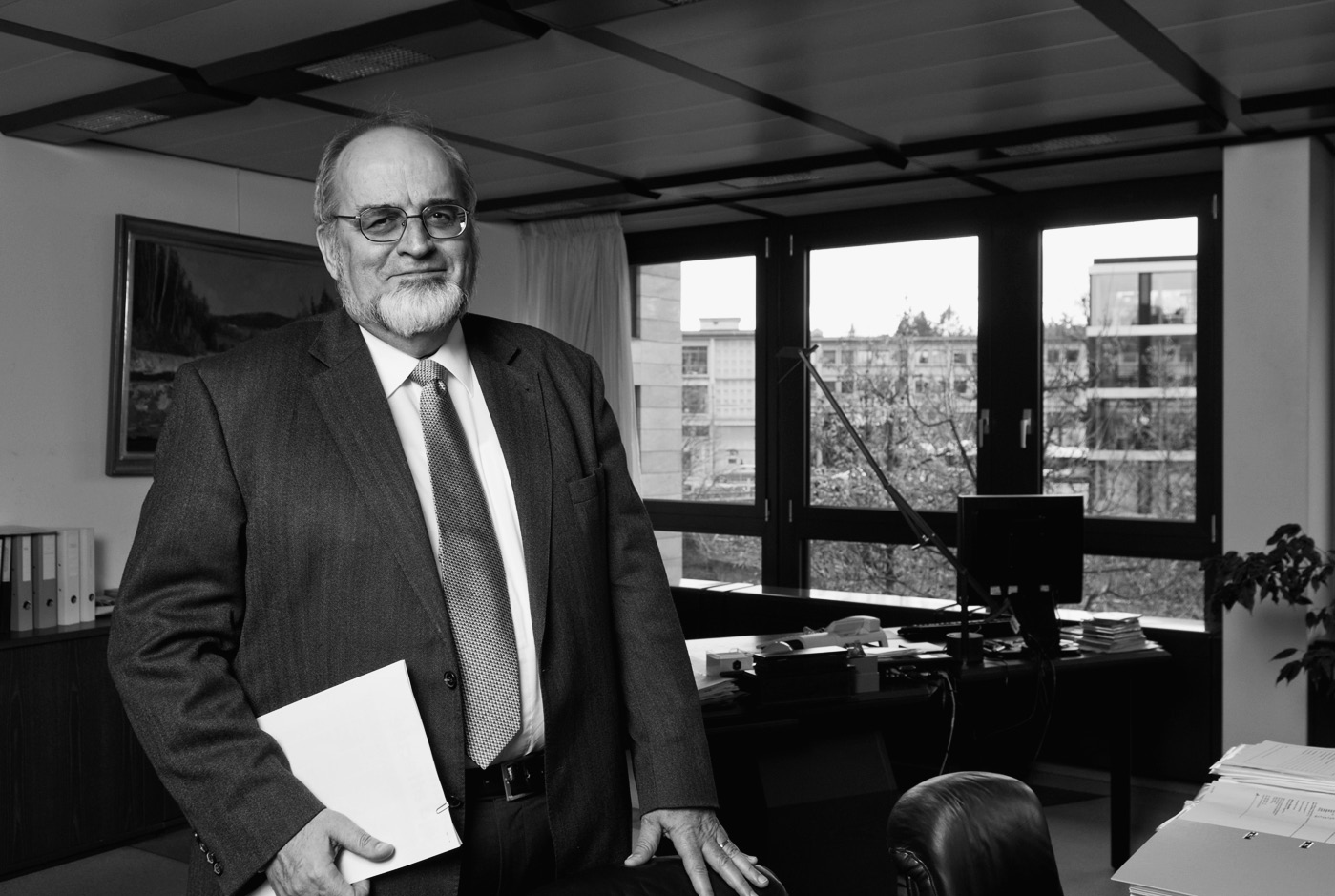
Claude Lässer

Claude Lässer (* 29. August 1949 in Payerne) ist ein Schweizer Politiker (FDP).

## Leben
Lässer hat Wirtschaftswissenschaften studiert und mit dem Lizenziat abgeschlossen. Er war tätig als administrativer Leiter eines multinationalen Unternehmens.
Ab 1997 gehörte er dem Staatsrat des Kantons Freiburg an, wo er zunächst die Raumplanungs-, Bau- und Umweltdirektion leitete. Seit Mitte 2004 war er Finanzdirektor. In den Jahren 2003 und 2009 präsidierte er den Staatsrat. Auf Ende der Amtszeit 2011 trat Lässer von seinem Amt zurück.
Lässer lebt in Marly und ist verheiratet. Er ist heimatberechtigt in Buchholterberg.